# Prix Beaumarchais
Les Beaumarchais sont des récompenses créées par Le Figaro pour primer le théâtre. Le nom de ce prix est en rapport direct avec le nom du journal, en effet Le Figaro tire son nom du personnage Figaro de Beaumarchais.
Le jury, qui est réuni sous l'autorité du Directeur adjoint de la rédaction du Figaro (Culture, Figaroscope) Sébastien Le Fol et de Jean-Christophe Buisson, rédacteur en chef culture du Figaro Magazine, est composé de journalistes critiques du groupe Figaro.
Pour la saison 2012, les journalistes du jury étaient Philippe Tesson pour Le Figaro Magazine, Lætitia Cénac pour Le Figaro Madame, Armelle Héliot et Nathalie Simon pour Le Figaro et Le Figaroscope, Jean-Luc Jeener pour Le Figaro Magazine et Le Figaroscope, Étienne Sorin pour le site culturel Evene ainsi que le descendant du dramaturge Beaumarchais, Jean-Pierre de Beaumarchais, universitaire, essayiste et écrivain.

## Récompenses
- Meilleur spectacle
- Meilleur auteur
- Meilleure comédienne
- Meilleur comédien
- Chérubin, prix destiné aux révélations de l'année.

## Palmarès

### 2013
| Prix                 | Décerné à         | Pour                             |
| -------------------- | ----------------- | -------------------------------- |
| Meilleur spectacle   | Lilo Baur         | La Tête des autres               |
| Meilleure comédienne | Françoise Gillard | Antigone                         |
| Meilleur comédien    | Grégory Gadebois  | Des fleurs pour Algernon         |
| Meilleur auteur      | Joël Pommerat     | La Réunification des deux Corées |
| Chérubin             | Pierre Niney      | Un chapeau de paille d'Italie    |

### 2017
Meilleurs spectacles: Ariane Mnouchkine pour Une Chambre en Inde et Emmanuel Noblet pour Réparer les Vivants.
Meilleurs comédiens: Laurent Stocker pour La Résistible ascencion d’Arturo Ui et Guillaume de Tonquédec pour La Garçonnière.
Meilleures comédiennes: Cristiana Reali pour M’man et Karin Viard pour Vera.
Meilleurs auteurs: Pierre Notte pour L’Histoire d’une femme et Ma folle otarie et Alexis Michalik pour Edmond.
Chérubins: Matila Malliarakis pour Anquetil tout seul, de Paul Fournel et Anna Cervinka pour Vania au Vieux-Colombier.